# Alvalade
Alvalade è una freguesia portoghese e un quartiere del comune di Lisbona. Ha una popolazione di 33 309 abitanti (2021) e occupa un'area totale di 5,34 km².
Alvalade fu una delle 12 freguesias create in seguito alla riorganizzazione amministrativa della città di Lisbona del 7 febbraio 1959. Il suo territorio comprendeva aree precedentemente appartenute alla freguesia di Campo Grande. 
Con la riforma amministrativa del 2012 la freguesia di Alvalade ha assorbito il territorio delle freguesias di Campo Grande e São João de Brito, come anche piccole aree appartenenti alle freguesias di Marvila, São Domingos de Benfica e São João de Deus.

## Monumenti e luoghi d'interesse
- Biblioteca nazionale del Portogallo
- Archivio nazionale Torre do Tombo
- Casa da Quinta da Pimenta o Palácio Galvão Mexia, sede principale del Museu da Cidade de Lisboa
- Jardim do Campo Grande o Jardim do Campo 28 de maio
- Casa de Joaquim Pires Mendes, in Rua Ocidental do Campo Grande, n.º 101-103
- Museu Rafael Bordalo Pinheiro, edificato nel 1914 su progetto di Álvaro Augusto Machado